# Vatnsdalsvatn
Vatnsdalsvatn är en sjö i Vatnsdalur på nordvästra Island med en area på cirka 2,4 km². Sjön är belägen 18 meter över havet. Sjön har ett rikt fiskbestånd, bland annat öring. Sjön ligger i naturreservatet Vatnsfjörður och är den största sjön i reservatet. Nere vid havet finns Hótel Flókalundur och i Brjánslækur finns en campingplats.